# José Remesal Rodríguez
José Remesal Rodríguez (Lora del Río, 27 de junio de 1948) Historiador español, catedrático de historia antigua en la Universidad de Barcelona y miembro de la Real Academia de la Historia.

## Biografía
Fue becario del Instituto Rodrigo Caro (1973-75) y de la Escuela Española de Historia y Arqueología de Roma del CSIC (1976), así como del Consiglio Nazionale delle Ricerche (Roma) en 1977 y de la Alexander Von Humboldt Stiftung en Heidelberg, con el profesor Géza Alföldy. El 1977 se doctoró en historia en la Universidad Complutense de Madrid y desde 1988 es catedrático de historia antigua de la Universidad de Barcelona.Pasó un año como residente de la Casa de Velázquez en Madrid en 1973-1974.
Su línea de investigación principal se basa en el estudio de la producción y comercio de alimentos en la Imperio romano y de sus implicaciones políticas y económicas. En particular, el estudio de la producción y comercio del aceite de oliva de la Bética. Es especialista en la investigación de la vida económica del Imperio romano y sus redes comerciales, basada en la producción, la distribución y el consumo de alimentos, principalmente del aceite de oliva en Hispania, y de la epigrafía anfórica. 
Dirige las excavaciones arqueológicas del Monte Testaccio en Roma con el Dr. José María Blázquez Martínez, así como el proyecto sobre epigrafía anfórica en Baden-Wurttemberg. El proyecto Amphoren aus Xanten. Es director del proyecto Corpus International des Timbres Amphoriques de la Union Académique Internationale (UAI).  También es miembro de la junta directiva de la UAI. Es miembro correspondiente del Deutsches Archäologisches Institut (DAI) de Berlín; de la Real Academia Sevillana de Buenas Letras; del Istituto di Studi Romani y de la Academia Portuguesa das Ciências.  En 2008 ganó el premio de Humanidades de la Institución Catalana de Investigación y Estudios Avanzados (ICREA). En 2011 fue elegido académico de Número de la Real Academia de la Historia. En 2013 consiguió el proyecto ERC advanced Grant: Production and distribution of food during the Roman Empire: Economics and political dynamics.(EPNET) (ERC-2013-ADG 340828)
Fundador del Centro para el Estudio de la Interdependencia Provincial en la Antigüedad Clásica (CEIPAC) de la Universidad de Barcelona. En 1993 creó Instrumenta serie de publicaciones de la Universidad de Barcelona, que ha publicado 51 monografías.
La publicación de su obra sobre la annona militaris (1986) significó un revulsivo para la investigación sobre la administración romana y para el estudio de la intervención de la administración imperial romana en el control de alimentos. Así mismo revolucionó el estudio de las relaciones del limes con las provincias mediterráneas.

## Obras
Una lista completa de su producción científica puede verse en CEIPAC
- La annona militaris y la exportación de aceite bético a Germania, Universidad Complutense, Editorial Complutense, 1986. BookSources/8474911869 ISBN 84-7491-186-9
- La necrópolis sureste de Baelo, Ministerio de Cultura, 1979. Book Sources/8474830435 ISBN 84-7483-043-5
- Heeresversorgung und die wirtschaftlichen Beziehungen zwischen der Baetica und Germanien (Abasto militar y relaciones económicas entre la Bética y Germània, 1997).
- Baetican olive oil and the Roman economy. in: S. KEAY, The archeology of the early roman Baetica. Portsmouth 1998, 183-199.
- Comisión de Antigüedades de la Real Academia de la Historia. Cataluña. Catálogo e índices (2000). (con A. Aguilera Martín y Ll. Pons Pujol)
- Celti (Peñaflor) (): The Archaeology of a Hispano-Roman Town in Baetica. Survey and Excavations 1987-1992 (2001) (con S. Keay y J. Creighton)
- Baetica and Germania. Notes on the concept of ‘provincial interdependence’ in the Roman Empire.in: P. ERDKAMP, The Roman Army and the Economy. Ámsterdam 2002, 293-308.
- La Bética en el concierto del Imperio Romano. Madrid 2011.
- Carlos Benito González de Posada (1745-1831: Vida y obra de un ilustrado entre Asturias y Cataluña. Madrid 2013 (con Josep María Pérez Suñé.)